# Lonely (2NE1의 노래)
"Lonely"는 대한민국의 음악 그룹 투애니원의 노래이다. 2011년 5월 12일 케이엠피홀딩스를 통해 디지털 싱글로 발매되었다. "Lonely"는 테디와 이낙이 공동 작곡한 노래로, 기존의 퍼포먼스를 중시하던 2NE1의 노래와 달리 드럼비트를 빼고 현악기로만 곡을 전개해나가는 어쿠스틱 알앤비 스타일의 노래이다.

## 차트 성적
"Lonely"는 가온 디지털 종합차트에서 2위로 데뷔 해 발매 2주만에 가온지수 6,500만을 기록하며 1위에 올랐고, 가온 다운로드 차트에서도 460,000만 건을 기록하며 1위를 했다. 이 외에 몽키3, 멜론, 소리바다 등 주간 차트에서도 1위를 휩쓸었다. 가온 다운로드 5월 월간차트에서 1,477,729만 건의 디지털건수를 기록해 1위를 했고, 디지털 종합차트에서도 역시 1위에 올랐다. 이후 2011년 가온 디지털 종합 연말 차트에서 4위에 올랐고, 2,935,930만 건의 다운로드수로 14위, 가온 스트리밍 차트에서는 9위를 기록했다.

## 트랙 리스트
디지털 다운로드
1. "Lonely" ― 3:30

## 차트
| 차트                       | 최고 순위 |
| -------------------------- | --------- |
| 한국 가온 디지털 종합 차트 | 1         |
| 한국 가온 다운로드 차트    | 1         |

| 차트                       | 최고 순위 |
| -------------------------- | --------- |
| 한국 가온 디지털 종합 차트 | 1         |
| 한국 가온 다운로드 차트    | 1         |

| 차트                       | 최고 순위 |
| -------------------------- | --------- |
| 한국 가온 디지털 종합 차트 | 4         |
| 한국 가온 스트리밍 차트    | 9         |
| 한국 가온 다운로드 차트    | 14        |